# Gattipura, Magadi
Gattipura là một làng thuộc tehsil Magadi, huyện Ramanagara, bang Karnataka, Ấn Độ.